# Holaspis laevis
Espèce
Synonymes
- Holaspis guentheri laevis Werner, 1895

Holaspis laevis est une espèce de sauriens de la famille des Lacertidae.

## Répartition
Cette espèce sur rencontre en Tanzanie, au Malawi et au Mozambique.

## Publication originale
- Werner, 1896 "1895" : Über einige Reptilien aus Usambara (Deutsch-Ostafrika). Verhandlungen der Kaiserlich-Königlichen Zoologisch-Botanischen Gesellschaft in Wien, vol. 45, p. 190-194 (texte intégral).